# Mico (genre)
Pour les articles homonymes, voir Mico.
Cet article concerne un genre de primates. Pour le singe nommé ainsi par Buffon, voir Ouistiti argenté.
Genre
Synonymes
- Sous-genre Callithrix (Mico)

Mico est un genre de singes du Nouveau Monde de la famille des Cebidae (sous-famille des Callitrichinae). Il rassemble les ouistitis amazoniens, alors que les ouistitis de la forêt atlantique sont regroupés dans le genre Callithrix.
Auparavant, tous les ouistitis étaient classés dans un genre unique Callithrix. Mais leur diversité a conduit à une révision au début des années 2000 et au réarrangement en quatre genres : Callithrix, Mico, Cebuella et Callibella.

## Liste des espèces
D'après l'ouvrage Handbook of the Mammals of the World en 2013 :
- Mico argentatus (Linnaeus, 1771) — syn. Callithrix argentata — Ouistiti argenté
- Mico melanurus (É. Geoffroy Saint-Hilaire, 1812) — syn. Callithrix melanura — Ouistiti mélanure
- Mico humeralifer (É. Geoffroy Saint-Hilaire, 1812) — syn. Callithrix humeralifera — Ouistiti à camail
- Mico chrysoleucos (Wagner, 1842) — syn. Callithrix chrysoleuca — Ouistiti à pieds jaunes
- Mico emiliae (Thomas, 1920) — syn. Callithrix emiliae — Ouistiti du Rondônia
- Mico leucippe Thomas, 1922 — syn. Callithrix leucippe — Ouistiti blanc-doré
- Mico intermedius (Hershkovitz, 1977) — syn. Callithrix intermedia — Ouistiti de l'Aripuanã
- Mico mauesi (Mittermeier, Schwarz & Ayres, 1992) — syn. Callithrix mauesi — Ouistiti du Rio Maués
- Mico nigriceps (Ferrari & Lopes, 1992) — syn. Callithrix nigriceps — Ouistiti à tête noire
- Mico marcai (Alperin, 1993) — syn. Callithrix marcai — Ouistiti de Marca
- Mico saterei (Silva Jr. & Noronha, 1998) — syn. Callithrix saterei — Ouistiti des Indiens Sateré, Ouistiti à oreilles argentées
- Mico acariensis (M. van Roosmalen et al., 2000) — syn. Callithrix acariensis — Ouistiti du Rio Acarí
- Mico manicorensis (M. van Roosmalen et al., 2000) — syn. Callithrix manicorensis — Ouistiti du Rio Manicoré — Il s'agirait en fait de la même espèce que Mico marcai[2]
- Mico rondoni Ferrari et al., 2010  — Ouistiti de Rondon

De plus, certains auteurs considèrent une espèce de ouistiti nain découverte en 1998 comme appartenant au genre Mico :
- Mico humilis (M. van Roosmalen et al., 1998) — syn. Callithrix humilis, Calibella humilis — Ouistiti nain de Van Roosmalen